# Lewis Eduard Bernays
Lewis Eduard Bernays (ur. 1 stycznia 1886, zm. 1 stycznia 1972) – brytyjski urzędnik konsularny.
Powierzono mu szereg misji konsularnych; był m.in. wicekonsulem w Nowym Orleanie (1911), Luandzie (1913) i Chicago (1914-1919), konsulem w Nowym Jorku (1920-1929), konsulem w Gdańsku (1929-1930), konsulem w Liège (1931-1932), oraz konsulem generalnym w Chicago (1932-1942) i Dallas (1946-1948).
Był wyróżniony Orderem Imperium Brytyjskiego - OBE.